# クイズ!ヘキサゴン
『クイズ!ヘキサゴン』（英称:QUIZ!HEXAGON）は、2002年7月3日（2日深夜）から2005年10月12日までフジテレビ系列で放送されていた日本のクイズ番組。

## 概要
6名の出場者が順番にクイズを出題し、他の出場者の正解・不正解を推理し、他の出場者に×3つを付けさせて生き残るクイズ番組である。優勝するためには、クイズに答える知識だけでなく、他の解答者との駆け引きや戦略が必要（クイズに1問も正解せずに優勝した解答者もいた）だった為、番組が始まった当初は「知識の格闘技」とも呼ばれていた。
2005年6月15日に「今夜はクイズパレード!!」を副タイトルにリニューアルし、6名×3チーム戦となった。番組プロデューサーの神原孝によると、番組内容をリニューアルしたのは、ゲーム企画として完成形に達していた「バッテンチョイス」に限界を感じたためだという。そして、2005年10月19日からは水曜19時台（19:00 - 19:57）に放送時間帯を繰り上げ、番組タイトルも『クイズ!ヘキサゴンII』に変更した（リニューアル後の内容については「クイズ!ヘキサゴンII」参照）。
回次はゴールデン進出時に改めて第1回からカウントしている。後の「ヘキサゴンII」の回次はここからの通算である。
なお、本番組の企画は輸出され、韓国SBSにて韓国版ヘキサゴンが2007年4月から放送されている。
2009年4月から11月フジテレビTWOにて深夜時代の再放送を行っていた。
「クイズ!ヘキサゴン」はフジテレビジョンの登録商標（第4746262号ほか）である。

## 放送時間
- 深夜時代（2002年7月3日 - 2003年3月18日）

2002年7月3日（2日深夜） - 同年9月18日（17日深夜）までは毎週水曜日未明の火曜日深夜0:40 - 0:58。2002年10月8日（2002年秋の特番スペシャル放送日の深夜に放送された総集編、7日深夜）- 2003年3月18日（17日深夜）は深夜番組「月深」の1番組として毎週火曜日未明の月曜日深夜0:40 - 1:10に放送されていた。この深夜時代では、1つの大会を2・3回に分けて放送していた。
- 水曜8時ゴールデンタイム時代（2003年4月16日 - 2005年10月12日）

毎週水曜日19:57 - 20:54。
ただし、ゴールデンでの第1回目は19:00 - 20:54までの2時間スペシャルだったため、この時間帯での第1回目は翌週2003年4月23日。

## 出演者
ヘキサゴンディーラー
クイズバトルを仕切る司会者。オープニングでのテロップには司会者の名前の下に「HEXAGON DEALER」と表記されていた。リニューアル後の「クイズ!ヘキサゴンII」では、司会の島田紳助の名前の下にこの表記はされていない。
- 島田紳助

2003年4月16日 - 2005年5月25日の水曜8時ゴールデン時代と、2002年10月7日放送の秋特番スペシャル・2003年1月1日放送の「NEW YEAR スペシャル」を担当。「クイズ!ヘキサゴンII」でも2011年8月まで総合司会を務めた。
- 三宅正治（フジテレビアナウンサー）

2002年7月3日（2日深夜） - 2003年3月18日（17日深夜）の深夜時代と、2004年11月17日 - 12月15日のゴールデン時代紳助謹慎期、2005年1月12日放送の「ディーラー島田紳助参戦スペシャル」を担当。ただし、11月24日の「恋愛の達人大会」と12月8日の「打倒!松本人志大会」の司会はそれぞれ田村淳と浜田雅功、三宅アナは進行役としての出演だった。
- 田村淳（ロンドンブーツ1号2号）

ゴールデン時代紳助謹慎期に放送された大会の1つである2004年11月24日放送「恋愛の達人大会」と、関東では2005年5月4日に放送された「叶姉妹VSイケメン芸能人大会」「2世タレント大会」の2本をまとめて放送した「クイズ!裏ヘキサゴン 2本立て2時間スペシャル」（紳助の復帰が突如だった為、夕方に放送された）を担当。「叶姉妹VSイケメン芸能人大会」「2世タレント大会」のオープニングには「HEXAGON DEALER 田村淳」というテロップが表示された。
- 浜田雅功（ダウンタウン）

ゴールデン時代紳助謹慎期に放送された大会の1つである2004年12月8日放送「打倒!松本人志大会」のみ担当。
出場者
- 芸能人・有名人6人

ナレーター
- 田中真弓

水曜8時ゴールデン時代・2002年秋特番SP・2003年元日SP担当。「クイズ!ヘキサゴンII」のナレーターも担当している。深夜時代はクリステル・チアリがナレーターを担当。
アシスタント
- 松本彩友美

2005年4月 - 5月までの間、収録中に解答席にある飲み水のペットボトルの交換を担当していた。紳助に「日本のアシスタントの中で1番可愛い」と言われたことがある。また、2005年4月20日放送の「PRIDE大会」では、出場者である中村和裕が紳助から「優勝したら（彼女を）デートに誘ってもいい」という条件を出され、彼女に向かって「君のために勝つね」とアピールしていた。しかし、中村は4人目の失格で優勝できなかった。

## 歴史
- 最初の放送は2002年5月、BSフジの実験企画番組「ドリームメーカーTV」の一企画として、『バツゴクイズ・HEXAGON』というタイトルで放送された。番組タイトルの通り、×5個で失格のルールであった。
- 2002年7月3日（2日深夜）、「バッテンクイズ HEXAGON」というタイトルで火曜深夜（水曜未明）にレギュラー放送を開始。司会はフジテレビアナウンサー三宅正治。当初は18分番組であり、1試合を2～3回に分けて放送し、×も4個（後にたまに3個になる）で退場というシステムだった。
- 2002年10月7日、ゴールデン枠の特番として夜7時から2時間の「バッテンチョイス!クイズ・ヘキサゴン」を放送。この特番で初めて島田紳助が司会を務めた。なお、深夜時代の司会者である三宅アナは敗者及び試合待ち出場者の待合室での解説を担当していた。
- 2002年10月15日（14日深夜）からは、放送時間が月曜深夜（火曜未明）に変更され、『月深』枠内の一番組となった。また放送時間も30分に拡大された。
- 2003年3月18日（17日深夜）で「バッテンクイズ HEXAGON」は終了。同年4月16日に『クイズ!ヘキサゴン』と改題し、ゴールデンタイムでの放送が開始された。
  - ゴールデンタイム昇格当初は出題VTRに時間を割いていたが、2004年5月あたりから、問題の正解発表時の解説に時間をかけるようなスタイルに変わった。
  - ゴールデン時代のセットカラーは、2003年は黄色や緑を基調にしたものだったが、「芸能界VSスポーツ界2時間SP」（2004年1月7日放送）から黄色と淡い青を基調としたセットカラーになるが、「巨人VS阪神バトル」（同年1月14日放送）のみ、巨人ファンおよびOBはジャイアンツカラーのオレンジ、阪神ファンおよび選手はタイガースカラーの黄色を基調とした。2005年は2004年のセットを3月まで使用し、4月からは、黄色と緑・オレンジなどを基調にしたものとなった。
  - 2004年の「お台場冒険王」では、会場で若手芸人と来場者が実際にヘキサゴンスタジアムでヘキサゴンバトルに参加できた。またJava端末の「バッテンルーレット」で1,000点以上獲得できた場合、その携帯画面をもっていくと、ヘキサゴングッズがもらえた。
- 2004年10月25日に発生した、島田紳助による女性マネージャー暴行事件の余波を受け、11月10日に放送されるはずだった「ディーラー・島田紳助参戦2時間スペシャル」は延期になり、代わりに17日放送予定の「爆笑おすピー大問題!!」のスペシャルを繰り上げて放送した。17日の放送は番組初の生放送スペシャルで、司会は深夜時代に担当していた三宅アナが行った。それ以降の放送は11月24日にはロンドンブーツ1号2号、12月8日にはダウンタウンが代理出演。司会はそれぞれ田村淳と浜田雅功が行い、進行を三宅正治アナが担当する（12月15日は三宅アナが司会）。2005年1月12日に紳助復帰第1弾として、2004年11月10日放送予定だった「ディーラー・島田紳助参戦SP」が三宅アナ司会で、1時間の通常放送として放送される。1月19日に紳助がディーラーとして復帰。番組の冒頭にお詫びの挨拶をした。なお紳助の復帰が年末に急遽決まったため、田村淳司会で収録していた「叶姉妹vsイケメン芸能人大会」と「2世タレント大会」の2本は、5月4日に関東ローカルで「2本立て2時間スペシャル」として放映。後日、一部の地方局でも録画ネットで放送された。
- 2005年5月25日放送の「ピン芸人大会」をもって、個人戦でのバッテンチョイスの企画は終了。6月15日放送分から、「今夜はクイズパレード!!」をキャッチフレーズに6名×3チーム戦の内容に企画変更された。同時に、番組出場経験のある中村仁美（当時フジテレビアナウンサー）が進行アシスタントとして番組に加入。そして、2005年10月12日の「女だらけの水曜7時お引っ越し記念2時間スペシャル」をもって『クイズ!ヘキサゴン』としてはとりあえず終了となり、翌週19日からはクイズパレードの内容はそのままに、番組タイトルを『クイズ!ヘキサゴンII』に変更。放送時間も1時間繰り上げの水曜19時台に変更された。

## バッテンチョイス（ヘキサゴンステージ）のルール
1．6人の出場者が六角形の「ヘキサゴンシート」に座り、ルーレットにより最初の出題者を決定する。以後、出題者は時計回りに移っていく。
2．出題者は、20問から1問選び、問題を出題する。残りの5名は解答者となりその問題に解答する。
3．出題者は、答えを書き込むときの解答者の仕草や、その後の質問タイムで解答者に対して、問題に関する質問をしたときの反応を観察することで、誰が不正解なのか、あるいは全員が正解しているのかを見つけ出す。
4．解答記入後に設けられている出題者からの質問タイムでは、解答者は正解を書いた・書かないにかかわらず、必ず「正解を書いた」ように振舞わなければならない。
- 例えば、正解を書いたにもかかわらず、出題者からの質問にわざと正解を知らないような受け答えをして出題者からのヘキサゴンをミスリードしたり、本当に正解を知らない場合に開き直って「全く分かりませんでした」というような受け答えは、このゲームの「出題者が不正解者を見つけ出す」というコンセプトから外れてしまう為、ルール違反となる。

5．質問タイムが終わると、出題者は「不正解者を指名する（ヘキサゴン）」か「全員正解を宣言する（セーブ）」かを選択する。
6．出題者が不正解者を指名し、その解答者の答えが間違っていた場合、その解答者に×（赤いバッテンキューブ1個）がつく。この場合、出題者は続けて別の不正解者を指名することが出来る。指名せずに出題を次の出場者に譲ることも出来る（→2に戻る）。
7．出題者が不正解者の指名を3人連続で成功した場合、出題者自身の×を一つ減らすことが出来る（ボーナス3）。ボーナス3達成時に出題者に×が一つもなかった場合、豪華賞品を獲得できる。
8．出題者が指名した解答者が正解していた場合、出題者自身に×がつき、出題者が次の出場者に移る（→2に戻る）。
9．出題者が「全員正解」を宣言した場合、全員が正解していれば、出題者は出場者の誰か一人に×をつけられる。逆に不正解者が一人でもいれば、出題者自身に×がつく。
10．×が3つ付いた時点で失格となり、退場となる。最後まで×3つにならず、残った出場者が優勝となる。
- ただし、「バツイチ大会」に限り、×4つで失格のルールが採用された。この回においては離婚の回数（いわゆる『バツ』、紳助曰く『人生の×』）が初期状態で黒いバッテンキューブで配布され、それとクイズの×分が合計4つになった時点で退場となった（一部バツ2の解答者も含まれており、ルール上バツ1の解答者より不利な状態でクイズを行った）。なお、赤い×（クイズの×）と黒い×が両方ある状態でボーナス3を達成した場合は赤い×から順番に消える。また、黒い×だけがある状態でボーナス3を達成した場合は黒い×も消すことができるが、実際に消せた解答者はいなかった。
- また、「NO．1アンポンタン決定戦!!」に限り、最初の失格者が出た時点で終了となる。

4月13日からは「パーソナルステージ」の導入により「ヘキサゴンステージ」と呼ばれるようになった。

### 問題
- 出題者は提示された20問[注 2] の中から1問を選択する。それぞれの問題はそれぞれ事前に一般の人々を対象に出題されており、選択時にはその対象者と正解率が示されている。対象となる一般の人々は次のようにカテゴリ分けされており、各々から4問ずつ、計20問が提示される。
  - 有名進学塾　小学6年生
  - 渋谷・池袋　女子高校生
  - 東京大学　男子学生
  - 丸の内　OL
  - 新橋　サラリーマン
  - 浅草　おばあちゃん （～2002/07/30）
- 解答は全て書き問題である。シンキングタイムの音楽は流れるが、明確な時間制限はない。解答は特に明確な指示がなければ、人の名前を名字だけで書いてもよかったり、英語の問題をカタカナ読みで書いてもよい、他に漢字指定がなければ漢字に自信がないときにひらがな・カタカナで書くなど認められている。

## パーソナルステージ
「パーソナルステージ」という枠自体は2005年4月13日放送の「60歳以上！シニア芸能人大会」から追加された。なお、大会によっては実施されないクイズもある。

### 街角アンケート　あなたにヘキサゴン!
初登場は「60歳以上!シニア大会」。6人の出場者全員もしくは出場者のうちの一部の人についてのあるテーマについての一般の人への、「この中で一番結婚したくないのは?」などのイメージ調査の1位を当てるクイズ。6人の解答者は一番多く票を集めそうな（番組では「ヘキサゴンをされた」という）人を予想して書く。不正解者には×1つ付く。この手のクイズは『島田紳助がオールスターの皆様に芸能界の厳しさ教えますスペシャル!』などでも行われており、紳助の番組では定番であった。

### ヘキサゴン60秒常識チェック
- 初登場は2004年10月6日放送の「第1回アナウンサー2時間SP」で、この大会以降に行われた2時間スペシャルに、本戦（ヘキサゴンステージ）の前のオープニング予選として登場。2時間スペシャルでは「予備予選」とも呼ばれる。

1分間（60秒間）に6問連続で常識問題が出題される。1問につき解答時間は10秒（書いている途中でも10秒が経つと強制的に次の問題の解答を書く状態に切り替わる）。この6問を「1セット」とし、1セットで6人中一番不正解が多いパネリストに×が付く。最多不正解者が複数居た場合は該当者全員に×がつく。「第1回アナウンサー2時間SP」と「ディーラー・島田紳助参戦SP」は3セット行われ、「演歌歌手2時間SP」（2005年2月9日放送）と「第2回アナウンサー2時間SP」（2005年3月23日放送）は2セット行われた。色は第1問は■、第2問は■、第3問は■、第4問は■、第5問は■、第6問は■。

### 世界を旅するシックスヒントクイズ
初登場は「元宝塚男役スター大会」。「ヘキサゴンステージ」でのVTR問題「ヘキサゴンワールドツアーズ」を独立させた問題。海外VTRからクイズを1問出題。問題後に流れる6つのヒントを見て早押しで解答する。×がある解答者が正解すると、×を1個減らせ、×がない解答者が正解すると、「ウィーン金貨」をGETできる。なお、解答権は1人1回で6人全員が不正解になると、全員に解答権が復活する。しかし、2005年6月15日放送分から「今夜はクイズパレード!!」にリニューアルされたため、「元宝塚男役スター大会」と「ピン芸人大会」の2回しか行われなかった。
このステージでついた×は決勝のヘキサゴンステージに持ち込んで参加することになる。
各大会の「パーソナルステージ」の内容
- 2005年4月13日「60歳以上!シニア芸能人大会」

「あなたにヘキサゴン!」1問
- 2005年4月20日「PRIDE大会」

「あなたにヘキサゴン」1問
「60秒クイズ」1セット（6問）
- 2005年4月27日「映画『交渉人 真下正義』出演者大会」

「あなたにヘキサゴン!」1問
「60秒クイズ」1セット（6問）
- 2005年5月11日「元宝塚男役スター大会」

「あなたにヘキサゴン！」1問
「60秒クイズ」1セット（6問）
「シックスヒントクイズ」1問
- 2005年5月18日「JJモデルvs女芸人大会」

「あなたにヘキサゴン!」1問
- - クイズは1問であるが、このコーナー自体はこの大会の放送時間の半分を占めていた。
- 2005年5月25日「ピン芸人大会」

「あなたにヘキサゴン!」1問
「60秒クイズ」1セット（6問）
「シックスヒントクイズ」1問

## 2時間スペシャル・特番ルール
12名が参加する特番では、まず男女別やジャンル別に6名ずつのブロックに分かれて予選を行う。3名が退場になった時点で予選終了、残った3名が決勝進出となる。両ブロックの勝者3名ずつ計6名で決勝を行い、優勝者を決定（ルールは通常時と同様）。なお、予選でついた×は決勝には持ち越されない。

## 珍記録及び名誉記録
正解率最低で優勝
- 青木さやか【「女芸人大会」】
- いとうまい子（番組初、0%で優勝）【「第2回80年代アイドル大会」】
- 加藤茶【「60歳以上シルバー大会」】

SAVE成功の×のみで退場
- 松尾貴史【「ものまね大会」】
- 菊池麻衣子＜全て同一人物から＞【「負け犬女大会」】

解答者5人の中、他の解答者が全員不正解なのにSAVEくずし
- 磯野貴理子（2003年5月28日放送）→出題者はSAVE
- 飯星景子（2003年11月19日放送）→指名を免れる

他の解答者が×2で無い状況からのSAVEの×で退場
- モト冬樹＜中尾彬から＞
- 石田純一＜デヴィ・スカルノから＞【「恋愛の達人大会」】
- 石井正則＜水野美紀から＞
- パックン＜半田健人から＞

6人全員×2で並ぶ
- 4月20日放送PRIDE大会

正解を全てSAVEくずしにした
- 阿部美穂子

一度もHEXAGON指名されなかった
- 宇梶剛士

残り3人以上残っている時に出題し、解答者全員にHEXAGONをして決着が付く
- 秋野暢子＜成功＞（2003年8月20日放送）
- 渡辺徹＜失敗＞
- 京本政樹＜成功＞
- 黒田知永子＜成功＞
- 北斗晶＜←×1個で成功＞
- パペットマペット＜←×1個で成功＞【「正解率0%大会」】

ボーナス3を1回のバトルで2回実現する（予選決勝型は除く）
- 濱口優
- 伊集院光（2003年10月22日放送大会）

同一問題で3人のSAVEくずし
【「2004年6月16日元宝塚歌劇団男役大会」】 - 宝塚歌劇団のあとからできた3つの組を答える問題（真琴つばさ、紫吹淳、姿月あさと。出題者は絵麻緒ゆう）
5人全員HEXAGON指名成功
- 真琴つばさ【「第一回宝塚OG大会」】
- いとうまい子【「第二回80年代アイドル大会」】
- 脇知弘【「デブキャラ大会」】
- 田島寧子【「メダリスト大会」】
- 山川豊【「第一回演歌歌手大会」】
- 堺正章【「かくし芸大会」】
- 島倉千代子【「演歌歌手2時間SP女子予選」】
- 吉幾三【「演歌歌手2時間SP決勝」】
- 三宅正治（深夜時代司会）【「第一回アナウンサー2時間SP決勝・高正解率大会」】

最多優勝
- 高島彩＜4回＞【深夜時代に2回、「フジテレビアナウンサー大会」、「PRIDE大会」】 - 1回も失格になったことがなく、勝率は100%だった。ヘキサゴンIIの大会でも優勝チームとなっている。

SAVEくずし－1回の大会で3回以上
- 栗田貫一（4回） - 2回成功1回指名された
- 中野美奈子（3回） - 2回成功
- ロザン宇治原史規（3回） - 1回指名された

## 用語
HEXAGON（ヘキサゴン）
英語で「六角形」を意味する。「HEXAGON」の「X（エックス）」を「×（バツ）」に見立てたことと、6人の解答者が六角形の各辺に座って対戦することから、この番組名を採用した。
出題者が解答者の中に不正解者がいると予想した時の宣言で、「（その解答者）さんにHEXAGON」と指名する。また、2005年4月から始まった「街角アンケート あなたにヘキサゴン!」では、アンケートに対して投票する際にも使われるようになる。
SAVE（セーブ）
出題者が全員正解を予想した時の宣言。これを成功させると解答者一人に任意に×をつけられる。大体は一番×が少ない人間もしくは優勝候補につけるが、稀にこの×で退場となる事もある（前述の「珍記録及び名誉記録」を参考に）。
バッテンチョイス
出題者が質問タイム終了後、「HEXAGON」と「SAVE」のいずれかを宣言する場面。
SAVEくずし（セーブくずし）
SAVEを宣言しそうな出題者に対し、解答者がわざと不正解を解答して出題者のSAVEを失敗させる作戦。これを実行したことを明確にするため、正解を上に小さく書き、それを線を引いて消し、間違いを大きく書くのがお約束である。ただし、「消した答えが正解で無い場合」や「消した形跡がない」とSAVEくずしとカウントされず不正解とみなされる。名前の通りSAVEを崩す（＝不成立にさせる）事が出来るが、出題者が解答者の予想に反しHEXAGON指名をしてくると不正解扱いで×が付くため、両刃の剣の作戦でもある。
ボーナス3
出題者が不正解者へのHEXAGON指名を3人続けて成功させた場合、出題者に与えられる特別ボーナス。内容はボーナス3を達成した時点での出題者の×の有無により異なる。×があった場合、自分の×を1つ消すことができる。逆に×がなかった場合、優勝・失格に関係なく「豪華賞品」が贈呈される。深夜時代、ゴールデン進出当初は掃除機や防水テレビなどの電化製品が多かったが、「元宝塚歌劇団男役スター大会」（2004年6月16日放送）からは、ウィーン金貨に統一されている。
ウィーン金貨
優勝をすると敗者5人のものを含めて6枚もらえる賞品。2004年夏期からのボーナス3の賞品となる。6枚で約30万円、18枚で約100万円なので1枚あたり約5万5千円の計算となる。
バツ3失格者ルーム
×が3個となり退場・失格と解答者がヘキサゴンスタジアムから追い出された後、試合の動向を見守る部屋。原則は最初の失格者（1人目）から4人目までの失格者がここに座る。ここでは失格者同士で正解か不正解かを予想しあうこともある。なお、特番で予選ステージがある場合、対決中のブロックの予選敗退者だけでなく対決をしていないブロックの参加者もここで待機する（この場合、予選中は『失格者ルーム』とはテロップ表示されず、本選になり失格者のみの待機室になった時点で初めてテロップ表示される）
なお島田紳助や松本人志が参戦した時は失格者ルームは無く、失格者はヘキサゴンスタジアムの隅での着席となった。
『バツイチ大会』ではルールの変更に合わせて「バツ4失格者ルーム」と呼ばれていた。
なお、退場者の中でこの部屋でタバコを吸っている出演者も居た（斉藤暁・山本寛斎など）。
正解率
本来のクイズ番組では、純粋に出題数に対し正しい答えを書いた数の割合を指すが、この番組は、ヘキサゴンスタジアムでの解答数に対し『正しい答えを書く+SAVEくずしの数』の割合を指す。正解率がエンディングトークコーナーで記載される事もある（たまに番組で発表される正解率は計算違いのこともある。また、ヘキサゴンステージのみの正解率であり、パーソナルステージは計算に入らない）。

## 韓国版
前述のとおり、韓国の放送局SBSにて「クイズ!六感対決」の名で放送されている。放送時間は日曜日の午前10:45～12:00(韓国標準時)。
ルールは基本的にゴールデンタイム版とほぼ同じだが、個人戦ではなくペア戦で行われる。セットも円状には並ばずアーチ状に席が並んでおり、出題は必ず画面向かって一番左にいる組から出題する。選べる問題数は16問。「バツ3失格者ルーム」は存在せず、失格の組は退場せず×が3つ付けられたカチューシャを頭につけるのみとなっている。
また、以下の韓国版独特のルールが存在する。
プレビューチャンス
指名する前に、司会者から不正解である組の数とその答えを（どの組が書いたか明かさずに）全て教えてもらえる。
ロクゴチャンス
この問題のみ全組が解答する。出題の組が正解であれば不正解、不正解であれば正解の組に×が1つ付く。ちなみに「ロクゴ」とは韓国語で「逆さ」という意味。
最後に大きなルールとしていわゆる敗者復活戦が存在する。残り2組になったときに行われ、2人のうちの1人が代表者として解答する。出題される1問の問題に正解すれば、×2からであるが、復活することができる。

## テーマ曲
- nil 「Hate Beat!」（アルバム『12 INPLOSION』収録）
協力：フジパシフィック音楽出版

## スタッフ
- 構成：小笠原英樹、大野ケイスケ、白川ゆうじ、酒井健作、北本かつら、落合万里子、板垣寿美
- スーパーバイザー：道蔦岳史
- 美術制作：行武直高
- デザイン：深井誠之
- 美術進行：堀部信行
- 大道具：篠田直人
- アートフレーム：松平忠隆
- アクリル装飾：松本健
- 電飾：照喜名紀央
- メイク：山田かつら
- スタイリスト：波多野としこ
- TD→TP：勝村信之
- TD・SW：先崎聡
- CAM：田宮長昭
- VE：坂尾章晴
- AUD：左口満寿
- 照明：岩本泰和→河村清太郎
- 編集：宮田憲司、原靖→酒井大輔
- MA：新野真
- 音響効果：古屋ノブマサ
- キャラクターデザイン：山下智世
- CG：水野美和子、宮里奈美
- 音楽：nil、松武秀樹
- 技術協力：八峯テレビ、FLT、サンフォニックス、インターナショナルクリエイティブ、IMAGICA、4-Legs、J-crew
- 音楽協力：フジパシフィック音楽出版
- リサーチ：クリーク・アンド・リバー社、田中健一、上村知子、杉山浩子、杉本みな子
- TK：松下絵里
- Special Thanks：清水宏泰
- 編成：高瀬敦也
- 広報：北野あすか→正岡高子
- 取材協力：オン・エアー、TV BOX、FCC
- 海外取材D：荒木浩二（D:COMPLEX）、井上陽史（TV BOX）、齋藤直史（TV BOX）、丑山彰（オン・エアー）、根津伸行（オン・エアー）、吉川修（FCC）
- 海外取材P：岡村泰雄（TV BOX）、伊秩実（オン・エアー）
- 制作協力：D:COMPLEX
- AP：小沢英治（D:COMPLEX）
- ディレクター：藪木健太郎、奥村達哉（D:COMPLEX）、武田直也（D:COMPLEX）、早川和孝（Fact）、猪飼毅（BEE BRAIN）
- プロデューサー：西雅史（D:COMPLEX）
- 演出：池田よしひろ（D:COMPLEX）
- プロデューサー・演出：神原孝
- 制作：フジテレビ制作センター
- 制作著作：フジテレビ

## 関連商品
- 新感覚ボードゲーム クイズ!ヘキサゴン（コナミ）
- 『クイズ!ヘキサゴン問題集―バカの境界線』フジテレビ出版、扶桑社、2004年6月。 ISBN 4-594-04680-0

## パロディ
- TBS系「うたばん」2003年10月9日、「うたばん・ヘキサドン」を放送。
  - モーニング娘。さくら組・おとめ組の対抗戦形式で、2組同時にクイズを出題し、相手チームの誰が解答を間違っているか予想して当てれば得点が入り、高得点のチームが優勝となる。